# 裴大中
裴大中，安徽霍丘人，清朝末期政治人物。
裴大中曾于1887年接替蒯光华任上海县知县一职，1890年由陆元鼎接任。